# Stanisław Głąbiński (polityk)
Stanisław Głąbiński (ur. 25 lutego 1862 w Skolem, zm. 14 sierpnia 1941 w sowieckim więzieniu w Charkowie) – polski prawnik, polityk i publicysta, profesor ekonomii politycznej na Uniwersytecie Jana Kazimierza we Lwowie, zastępca członka Rady Obrony Państwa w 1920.
Absolwent prawa na Uniwersytecie Lwowskim, od 1887 doktor prawa, a od 1892 – profesor. Dziekan Wydziału Prawa tejże uczelni w latach 1899–1900, a od 1908 do 1909 – rektor Uniwersytetu Lwowskiego. Działał także w organizacjach społecznych zajmujących się popularyzacją wiedzy ekonomicznej, wspieraniem rozwoju przedsiębiorczości i rolnictwa.
Karierę polityczną rozpoczynał jako radny Lwowa, następnie był posłem do różnych ciał przedstawicielskich podmiotów tworzących monarchię austro-węgierską. Reprezentował Stronnictwo Narodowo-Demokratyczne (od 1905 był prezesem tego ugrupowania). W latach 1907–1911 był prezesem Koła Polskiego w Sejmie Krajowym Galicji oraz prezesem Polskiego Koła Sejmowego. Od 8 stycznia do 24 czerwca 1911 zajmował stanowisko ministra kolei w rządzie austriackim.
Od 1914 był jednym z członków Centralnego Komitetu Narodowego, a później także Naczelnego Komitetu Narodowego. Od 26 października do 4 listopada 1918 był ministrem spraw zagranicznych w rządzie Królestwa Polskiego utworzonym przez Józefa Świeżyńskiego. Następnie sprawował funkcję nadkomisarza rządowego w krakowskiej Polskiej Komisji Likwidacyjnej i lwowskiej Komisji Rządowej, a od 23 listopada 1918 był członkiem Tymczasowego Komitetu Rządzącego.
W 1919 został posłem na Sejm Ustawodawczy, a w październiku 1919 – członkiem Związku Ludowo-Narodowego (ZLN). W latach 1919-1923 i 1923-1927 sprawował stanowisko prezesa Rady Naczelnej tego ugrupowania oraz szefa klubu sejmowego ZLN. Podczas wojny polsko-bolszewickiej wchodził w skład Rady Obrony Państwa. Wszedł także w skład Sejmu II kadencji (1928–1930).
Był jednym z sygnatariuszy tzw. paktu lanckorońskiego. Od 28 maja do 14 września (podawana jest też data 14 listopada) 1923 był wicepremierem oraz ministrem wyznań religijnych i oświecenia publicznego w drugim rządzie Wincentego Witosa. Po przewrocie majowym znalazł się w opozycji do autorytarnych rządów sanacji.
W latach 1928–1935 był senatorem, jak również przewodniczącym klubu senackiego Stronnictwa Narodowego (SN). Sprawował także funkcję szefa struktur SN na terenie Małopolski.
Po wybuchu II wojny światowej bezskutecznie próbował przedostać się do Rumunii. Aresztowany przez NKWD w listopadzie 1939 był przetrzymywany w więzieniu we Lwowie. W marcu 1940 został przewieziony do Moskwy. 14 czerwca 1941 skazano go na 8 lat więzienia za działalność antysowiecką i próbę przekroczenia granicy. Zmarł 14 sierpnia 1941 w więzieniu w Charkowie.

## Życiorys

### Wczesne lata
Urodził się w Skolem, znajdującym się w Galicji Wschodniej. Przyszedł na świat w rodzinie, która najczęściej określana jest jako mieszczańska, choć według jego syna (również Stanisława), jej przedstawiciele zajmowali się wypasem owiec na Podhalu. Ojciec Stanisława Głąbińskiego, Jan (ur. ok. 1835), pochodził z Nowego Targu (stamtąd też wywodziła się rodzina Głąbińskich), według różnych źródeł był uczestnikiem powstania krakowskiego w 1846 lub styczniowego, następnie kierował strażą skarbową w Skolem, a potem także w Brzozowie, Czortkowie i Samborze. Później pełnił funkcję radcy i asesora miejskiego w Samborze. Był dwukrotnie żonaty. Z pierwszą żoną Teofilią z Niedzielskich miał dwóch synów, z drugą – syna i córkę. Stanisław Głąbiński był jego najstarszym dzieckiem.

### Kariera naukowa
Głąbiński kształcił się w C. K. Wyższym Gimnazjum w Samborze, gdzie w 1880 ukończył VII klasę (w jego klasie był m.in. Wincenty Jabłoński). Następnie studiował prawo na Wydziale Prawa Uniwersytetu Lwowskiego. W 1882 opublikował swą pierwszą pracę naukową – Ludność polska na Śląsku (została ona wydrukowana w „Wędrowcu”, pierwotnie był to referat wygłoszony podczas posiedzenia Kółka Krajoznawczego). Głąbiński po zakończeniu studiów w 1885 r. odbył roczną praktykę aplikancką w adwokaturze, a w 1887 obronił doktorat na Uniwersytecie Lwowskim. Następnie w Berlinie i Wiedniu uzupełniał studia z ekonomiki i skarbowości. Zastąpił prof. Leona Bilińskiego na stanowisku wykładowcy ekonomii społecznej na tej uczelni. W tym samym czasie habilitował się (tytuł rozprawy habilitacyjnej: O systemie fizjokratów w ekonomice społecznej). W ciągu kolejnych lat opublikował wiele prac naukowych poświęconych ekonomii, m.in.: Pojęcie nauki skarbowej (1889, 1890), Reforma waluty w Austrii („Ekonomista”, 1890), Poglądy na dzisiejszy stan rolnictwa („Przegląd Prawa i Administracji”, „Niwa”, 1893).
W 1892 został mianowany profesorem nadzwyczajnym, a w 1895 – profesorem zwyczajnym Uniwersytetu Lwowskiego. W 1899 objął stanowisko dziekana Wydziału Prawa tejże uczelni. Sprawował je do 1900. W latach 1908–1909 sprawował funkcję rektora Uniwersytetu Lwowskiego. Był także członkiem Akademii Nauk Społecznych w Filadelfii, Towarzystwa Naukowego we Lwowie, Krajowej Rady Statystycznej i Instytutu Nauk dla Spraw Emigracji i Kolonizacji. W 1932 r. został usunięty z uczelni i wysłany na emeryturę.

### Działalność społeczna i polityczna
Stanisław Głąbiński był osobą bardzo aktywną społecznie. Był także publicystą – od 1890 do 1892 zastępował redaktora głównego „Gazety Narodowej”. Działał na rzecz rozwoju przemysłu i handlu w Galicji, wspierał także pracę spółdzielni. W 1892 był jednym z założycieli pierwszego w tym regionie Towarzystwa Parcelacyjnego (razem m.in. z Tadeuszem Skałkowskim i Klemensem Dzieduszyckim). 15 kwietnia 1894 został także współzałożycielem Towarzystwa Handlowo-Geograficznego, którego głównym celem było popieranie handlu, a także poszerzanie wiedzy na temat sytuacji ekonomicznej krajów, do których kierowali się polscy emigranci. Był również jednym z założycieli i przewodniczącym (do 1902) Krajowego Związku Przemysłowego oraz Towarzystwa Kursów Akademickich dla Kobiet (zajmującego się kształceniem na odległość). Pełnił także funkcję 1. wiceprezesa Towarzystwa Kółek Rolniczych, członka zarządu Związku Stowarzyszeń Zarobkowych i Gospodarczych, członka Krajowej Rady Kolejowej, prezesa Rady Nadzorczej Zarządu Głównego Towarzystwa Szkoły Ludowej, prezesa IV Dzielnicy Sokoła. Był członkiem zwyczajnym – założycielem Macierzy Szkolnej dla Księstwa Cieszyńskiego. Według stanu z 1914 był I wiceprezesem Własnego Galicyjskiego Zakładu Kredytowego Krajowego Związku Zdrojowisk i Uzdrowisk we Lwowie.
Początek jego działalności politycznej to uzyskanie mandatu radnego Lwowa w latach 1897 - 1907. W Radzie Miejskiej pracował w sekcji II, do której należało m.in. przygotowanie projektu budżetu, sprawy związane z zarządzaniem majątkiem gminnym, opracowywanie rozwiązań służących rozwojowi handlu i przemysłu oraz przedkładanie propozycji służących poprawie stanu finansów miejskich. Ponadto pełnił funkcję przewodniczącego komisji budżetowej miasta.

### Parlamentarzysta w monarchii austro-węgierskiej

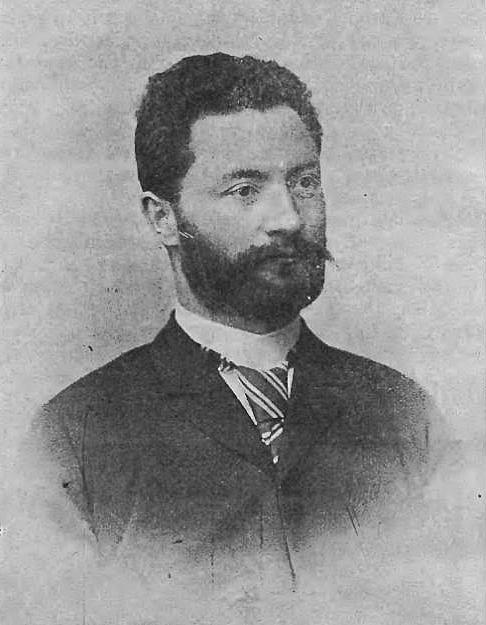
Stanisław Głąbiński, przed 1905

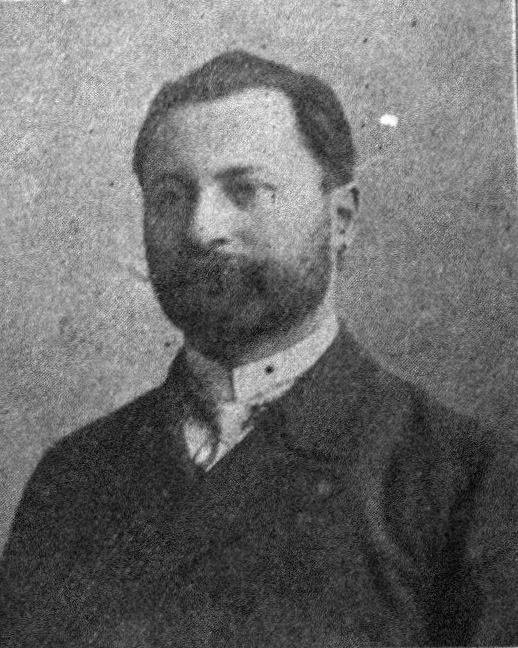
Stanisław Głąbiński, ok. 1907

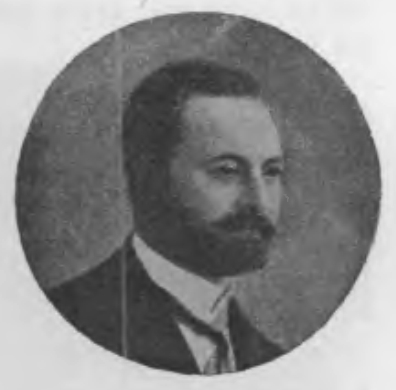
Stanisław Głąbiński, prezes Koła Polskiego w Sejmie Krajowym Galicji, ok. 1909

W 1897 bezskutecznie próbował dostać się do Reichsratu Przedlitawii. Ostatecznie udało się mu to w 1902. Mandat sprawował do 1918. W latach 1904–1918 był także posłem na Sejm Krajowy Galicji, a od 1910 do 1918 – na Sejm Bukowiński. W swojej działalności parlamentarnej kierował się polskim interesem narodowym – opowiadał się za niepodzielną Galicją, rządzoną przez polską większość, o powiększonej autonomii (jej postulowany zakres opisał w wydanej w 1902 broszurze pt. Idea samodzielności a finanse Galicji). Wypowiadał się także w tonie antyukraińskim (m.in. podczas pierwszego swojego wystąpienia w Radzie Państwa 29 października 1902, którego tematem były strajki rolne). Był przeciwnikiem proponowanego utworzenia uniwersytetu ukraińskiego we Lwowie. W 1901 zaczął stałą współpracę z dziennikiem „Słowo Polskie” wydawanym we Lwowie, będącym od 1902 tytułem Stronnictwa Narodowo-Demokratycznego.

Był jednym z założycieli Stronnictwa Narodowo-Demokratycznego, w 1905 został jego prezesem. Do 1907 był jedynym reprezentantem tej orientacji politycznej w szeregach Koła Polskiego w Sejmie Krajowym Galicji. Później dołączyli do niego także inni przedstawiciele narodowej demokracji, tworząc najsilniejsze stronnictwo wewnątrz Koła (łącznie 16 posłów), którego liderem został Głąbiński. Z tego względu został on wiceprezesem Koła Polskiego, a także przewodniczącym Unii Demokratycznej (od 23 października 1907) – klubu posłów narodowo-demokratycznych wewnątrz Koła. 12 listopada 1907 Stanisław Głąbiński został prezesem Koła Polskiego. Funkcję tę sprawował do 9 stycznia 1911. Obejmując to stanowisko, wygłosił przemowę, w której zawarł kierunki swojej polityki: 

Wielkie, wytyczne linie polityki Koła pozostają te same: lojalność wobec Monarchy i państwa, a nawzajem żądanie od rządu spełnienia wszystkiego, co się należy naszemu narodowi i krajowi; poważanie i poszanowanie uchwał Sejmu krajowego i autonomii jego, którą zabezpieczyć i rozszerzyć pragniemy, aby podnieść nasz przemysł, nasze miasta z upadku, aby dźwignąć materialnie i moralnie nasze warstwy włościańskie i robotnicze.

 W latach 1907–1911 był również prezesem Polskiego Koła Sejmowego. Sprawując tę funkcję, Głąbiński brał udział w obradach delegacji wspólnych parlamentów austriackiego i węgierskiego; w 1910 został wybrany na ich prezydenta, a później na wiceprezydenta. Jako przewodniczący Koła Polskiego, nie cieszył się popularnością pośród konserwatystów krakowskich, mających wątpliwości co do jego lojalności wobec cesarza Franciszka Józefa I. Obawiali się oni wzrostu znaczenia endeków w Kole. Z tego względu do jego składu zostali włączeni także ludowcy – dzięki temu posunięciu przewaga Stronnictwa Narodowo-Demokratycznego wewnątrz Koła Polskiego została zlikwidowana. W 1911, w wyniku kolejnych wyborów, stan posiadania narodowej demokracji w Sejmie Krajowym zmniejszył się. Przewagę odzyskali konserwatyści. Stronnictwo Narodowo-Demokratyczne wprowadziło do parlamentu jedynie 10 posłów. W efekcie, na stanowisku przewodniczącego Koła Polskiego nastąpiła zmiana – został nim Leon Biliński. Później prof. Głąbiński pełnił funkcję jednego z wiceprezesów Koła.
Podczas prac nad reformą systemu wyborczego do Rady Państwa, Głąbiński opowiadał się przeciwko czteroprzymiotnikowej ordynacji. Był także zwolennikiem zwiększenia zakresu autonomii Galicji. Podobne stanowisko zajmowała większość posłów wchodzących w skład Koła Polskiego. Sam Głąbiński był referentem ordynacji wyborczej w komisji Koła. Brał także udział w rokowaniach na ten temat z rządem oraz w rozmowach dotyczących reformy wyborczej Sejmu Galicyjskiego – był członkiem komisji reformy wyborczej, a od 20 września 1908 do 12 stycznia 1911 jej przewodniczącym. 28 grudnia 1910 złożył referat komisji w Sejmie.

#### Austriacki minister kolei
9 stycznia 1911 został powołany na stanowisko ministra kolei w rządzie Richarda Bienertha. Jego wejście do tego gabinetu związane było z konfliktem z Leonem Bilińskim, ówczesnym ministrem skarbu w rządzie austriackim. Kiedy zaproponował on wykupienie kanału Odra – Wisła przez Skarb Państwa na rzecz kraju, nie zasięgając przy tym opinii parlamentu, Koło Polskie odrzuciło jego projekt, żądając pokrycia tych kosztów ze środków rządowych, zgodnie z wcześniejszymi zobowiązaniami. Wobec takiego rozwoju wypadków, premier Bienerth zmuszony był do przeprowadzenia rekonstrukcji rządu. Głównym zadaniem postawionym przed Głąbińskim była decentralizacja zarządzania koleją i jej komercjalizacja, a także polonizacja administracji kolejowej w Galicji. Nie było to przedsięwzięcie łatwe, ponieważ planom tym sprzeciwiały się zarówno sfery wojskowe, jak i finansowe monarchii austro-węgierskiej. Stanowisko ministra kolei w gabinecie Bienertha prof. Głąbiński sprawował do 24 czerwca 1911. Swą dymisję uzasadniał tym, że nie chciał kontynuować kariery urzędniczej.
Od 15 do 19 września 1912 wraz z przywódcami frakcji polskich w parlamentach państw zaborczych Władysławem Seydą i Romanem Dmowskim, brał udział w tajnym zjeździe w majątku Pieniaki pod Brodami, gdzie uchwalono, że w nadchodzącej wojnie Polacy ze wszystkich trzech zaborów poprą stronę przeciwną Niemcom. Ustalono także, że należy dążyć do zjednoczenia ziem wszystkich zaborów, uzyskania dostępu do morza oraz odzyskania Górnego Śląska. Dla przedstawicieli Galicji problemem był stosunek innych uczestników obrad do monarchii austro-węgierskiej. Wiedzieli oni, że jej sojusz z Niemcami jest dla Polski groźny, ale nie wykluczali możliwości współdziałania z Austrią przeciw Rosji.
Podczas sprawowania przez Michała Bobrzyńskiego funkcji namiestnika Galicji, Głąbiński stał na czele grupy jego politycznych przeciwników. Bobrzyński postulował przeprowadzenie reformy wyborczej do Sejmu (zakładającej m.in. kurialność – poszerzenie mandatów z kurii miejskiej i wiejskiej, zwiększenie liczby mandatów ukraińskich), a ponadto propagował politykę zgody różnych narodów zamieszkujących Austro-Węgry, w przypadku Galicji – Polaków i Ukraińców. Poczynania Bobrzyńskiego popierał utworzony przez niego tzw. blok namiestnikowski, złożony ze Stańczyków, ludowców i członków Polskiego Stronnictwa Demokratycznego (tzw. demokratów bezprzymiotnikowych). Prof. Głąbiński przewodził natomiast tzw. antyblokowi, złożonemu z narodowych demokratów i Podolaków (konserwatystów wschodniogalicyjskich). Udało mu się uzyskać poparcie biskupów galicyjskich (Józef Bilczewski, Józef Teodorowicz), co ostatecznie zakończyło się dymisją Bobrzyńskiego. Ostatecznie jednak, za rządów jego następcy – Witolda Korytowskiego, Głąbiński zaangażował się w uchwalenie projektu nieróżniącego się zbytnio od projektu Bobrzyńskiego. Został on przyjęty w lutym 1914, uzyskując poparcie także biskupów.
Głąbiński opowiadał się za lojalnością wobec Austro-Węgier, nie chciał brać udziału w tworzeniu organizacji tajnych, a galicyjskich narodowych demokratów uważał za grupę jedynie pokrewną ideowo endekom z innych zaborów, a nie element szerszego, wszechpolskiego ugrupowania. Takie poglądy nie były dominujące w Stronnictwie, co wpływało na stopniowe osłabianie jego pozycji, zwłaszcza wobec faktu odmowy wstąpienia przez Głąbińskiego do Ligi Narodowej. Jej członkowie (ze Stanisławem Grabskim na czele) uzyskali przewagę w prezydium Stronnictwa. Głąbiński wyrażał także swój sprzeciw wobec neoslawizmu (przedstawiciel endecji galicyjskiej wziął udział w zjeździe słowiańskim w Pradze w 1908 wbrew jego opinii). Opowiadał się również przeciwko Trójprzymierzu, choć nie znalazł się także w gronie zwolenników zbliżenia z Imperium Rosyjskim, propagowanego przez polityków Ligi Narodowej. W przeciwieństwie do wielu innych narodowych demokratów, Głąbiński postulował prowadzenie działalności Stronnictwa opartej przede wszystkim na aktywności parlamentarnej.

#### Ku niepodległości
Po wybuchu I wojny światowej prof. Głąbiński wszedł w skład Centralnego Komitetu Narodowego (CKN), powstałego w wyniku przekształcenia Rady Narodowej pod koniec lipca 1914. CKN opowiedział się za poparciem Austro-Węgier w toczącej się wojnie. W sierpniu 1914 rozpoczęto rokowania z Komisją Tymczasową Skonfederowanych Stronnictw Niepodległościowych, czego efektem było powstanie 16 sierpnia 1914 Naczelnego Komitetu Narodowego (NKN). Głąbiński był jednym z 12 endeków, którzy weszli w skład 40-osobowego NKN. Polityka Komitetu była proaustriacka i od początku zmierzała w kierunku utworzenia monarchii trialistycznej: Austro-Węgiersko-Polskiej. Z inicjatywy NKN były tworzone Legiony Polskie u boku armii austriackiej. Stopniowo narastała jednak niezgoda pomiędzy poszczególnymi frakcjami politycznymi wewnątrz Komitetu i ostatecznie organizację tę opuścili działacze reprezentujący nurt endecki, niezgadzający się z treścią roty przysięgi składanej przez Legiony, zbyt mało akcentującej polski, narodowy charakter wojska. 13 października 1914 NKN opuścił Stanisław Głąbiński, który (pomimo składanych jeszcze w 1915 i 1916 deklaracji lojalności wobec Austro-Węgier) stopniowo kierował się przeciwko orientacji proaustriackiej. Niemniej jednak jeszcze w maju 1917, na forum parlamentu złożył projekt utworzenia Polski rządzonej przez dynastię Habsburgów. Głąbiński uważał, że wzmacnianie polityczne i gospodarcze Galicji w ramach monarchii austro-węgierskiej stanowiło początek procesu zjednoczenia narodu polskiego w jednym wolnym państwie. Poglądy te generowały konflikt z innymi przywódcami endecji – m.in. z Romanem Dmowskim i Stanisławem Grabskim. Wkrótce przerodził się on w osobistą niechęć (zwłaszcza względem Dmowskiego). Prof. Głąbiński był także zażartym wrogiem Józefa Piłsudskiego. Tymczasem wypadki wojenne i wyraźne wzmocnienie pozycji Cesarstwa Niemieckiego wpływały na osłabienie orientacji proaustriackiej. 4 września 1917 Głąbiński wyprowadził posłów endeckich z Polskiego Koła Sejmowego, co oznaczało jego rozpad.
Głąbiński opowiadał się przeciwko zawarciu traktatu pokojowego z Imperium Rosyjskim (znanemu później jako pokój brzeski). 23 stycznia 1918, w imieniu Koła Polskiego, którego był prezesem, złożył interpelację protestującą przeciwko rokowaniom, która trafiła do premiera Ernsta Seidlera. Gdy to nie odniosło zamierzonego skutku, 11 lutego wysłał w tej sprawie list do cesarza, jednocześnie demonstracyjnie odsyłając przyznane przez niego ordery i tytuł tajnego radcy. To doprowadziło do znaczącego zaostrzenia stosunków z władzami austriackimi – Głąbiński został nawet objęty dozorem policji. W lutym 1918 został jednym ze stu członków Tymczasowej Rady Miejskiej we Lwowie. W kwietniu 1918 wyprowadził endeków z Koła Polskiego. Podobnie postąpili socjaliści, co doprowadziło do rozbicia Koła. Jednocześnie Głąbiński rozpoczął rozmowy z przedstawicielami innych narodowości słowiańskich wchodzących w skład Austro-Węgier: w maju 1918 przebywał w Pradze, rozmawiając z Czechami o przyszłości Śląska Cieszyńskiego, potem brał udział w konferencji w Lublanie, gdzie spotkał się z reprezentantami Słowian południowych. W czerwcu 1918 Głąbiński był jednym z mężów zaufania podczas procesu 114 byłych polskich legionistów w Marmaros-Sziget.
Wobec zbliżającej się nieuchronnie porażki państw centralnych w toczącej się wojnie, polskie partie reprezentowane w Radzie Państwa zajmowały stanowiska dotyczące spodziewanego odzyskania niepodległości Polski. 2 października 1918 Głąbiński wraz z Ignacym Daszyńskim i Tadeuszem Tertilem złożył wniosek, w którym zaatakował politykę konserwatystów o charakterze proaustriackim. Dalszym jego krokiem było zaproponowanie utworzenia komisji likwidacyjnej polsko-austriackiej (15 października 1918).
26 października 1918, przebywając w Warszawie, Stanisław Głąbiński wszedł w skład ostatniego rządu Królestwa Polskiego pod przewodnictwem Józefa Świeżyńskiego, obejmując tekę ministra spraw zagranicznych. Gabinet ten był krytykowany przez obóz narodowy, zwalczany przez lewicę, a także pozostawał w konflikcie z Radą Regencyjną. 4 listopada 1918 rząd Świeżyńskiego został przez nią odwołany w związku z próbą zamachu stanu, zorganizowaną przez ministra Zygmunta Chrzanowskiego. Głąbiński zdążył jeszcze opracować 4-przymiotnikowe prawo wyborcze do Sejmu Ustawodawczego Rzeczypospolitej (do którego wybory wyznaczono na 26 stycznia 1919). Zostało ono ogłoszone przez rząd Jędrzeja Moraczewskiego kilka tygodni później.

### Działalność w II Rzeczypospolitej

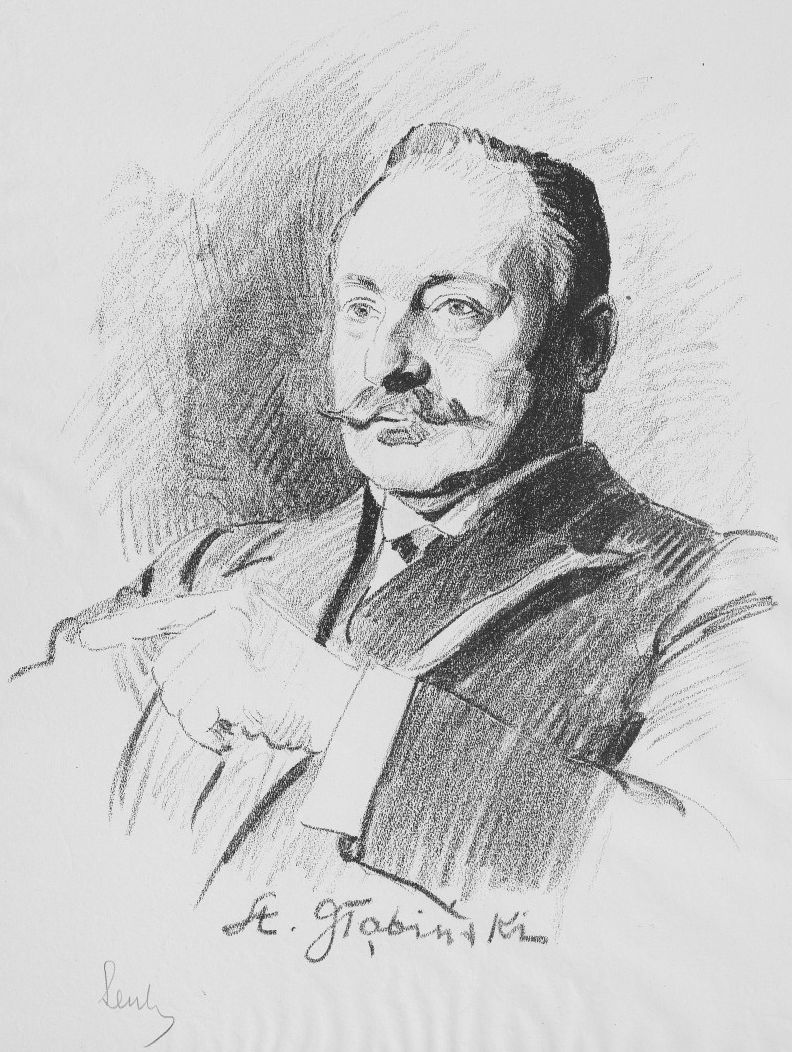
Portret Stanisława Głąbińskiego – posła na Sejm Ustawodawczy, autorstwa Stanisława Lentza (1919)

Po upadku gabinetu Świeżyńskiego, Głąbiński został nadkomisarzem rządowym, działającym w krakowskiej Komisji Likwidacyjnej i lwowskiej Komisji Rządowej – podmiotach przejmujących władzę od urzędów austriackich. Został także członkiem powołanego 23 listopada 1918 Tymczasowego Komitetu Rządzącego we Lwowie. Tymczasem narastał sprzeciw endecji wobec rządu Moraczewskiego – uważała go za zbyt radykalny, zaś jej zwolennicy odmawiali wykonywania jego poleceń (m.in. płacenia podatków). Według samego Głąbińskiego, lewicowy rząd stanowczo sprzeciwiał się rekrutacji i tworzeniu armii polskiej, pragnął poprzestać na milicji ludowej, która w jego opinii była bojówką socjalistyczną, organizowaną z osób niekarnych.
W styczniu 1919 Głąbiński znalazł się w Rumunii. Tam prowadził rozmowy w sprawie możliwości zgromadzenia wojsk polskich w Konstantynopolu, Odessie i Besarabii oraz zorganizowania ich przemarszu przez Rumunię do Polski. Udało mu się uzyskać na to zgodę ze strony rządu rumuńskiego i delegata Francji.

#### Na czele Związku Ludowo-Narodowego
W wyniku wyborów w 1919, Głąbiński wszedł w skład Sejmu Ustawodawczego z ramienia Narodowego Komitetu Wyborczego Stronnictw Demokratycznych. Został wybrany w okręgu wyborczym Lwów IV – otrzymał 1189 głosów (na 2039 głosujących w tym okręgu). Razem ze Stanisławem Grabskim próbował stworzyć szerokie ugrupowanie parlamentarne, obejmujące prawicę i centrum – Związek Sejmowy Ludowo-Narodowy. Ze względu jednak na mnówstwo rozłamów w lecie 1919, powstały 27 października 1919 ZLN opierał się przede wszystkim na dawnym Stronnictwie Demokratyczno-Narodowym. Głąbiński objął stanowisko prezesa Rady Naczelnej ZLN, był także prezesem klubu sejmowego Związku po ustąpieniu z tego stanowiska Wojciecha Korfantego. Przewodniczył również komisji skarbowo-budżetowej i konstytucyjnej Sejmu. 1 lipca 1920, jako przedstawiciel narodowej demokracji, został zastępcą Romana Dmowskiego w składzie Rady Obrony Państwa. Wkrótce potem, 19 lipca 1920, razem z Dmowskim, zrezygnował z członkostwa w tym organie (powodem był konflikt Dmowskiego z Piłsudskim).
W 1921, w imieniu klubu sejmowego ZLN, którego był prezesem, Głąbiński przedłożył izbie projekt konstytucji Polski. Następnie na plenum Sejmu referował dział o obowiązkach i prawach obywateli polskich, zawarty w dokumencie. Był także referentem ustawy o obywatelstwie polskim oraz ustawy o wymianie i stemplowaniu koron. Jego sejmowa aktywność obejmowała także prace nad ustawami dotyczącymi skarbowości, gospodarki i kwestii związanych z robotnikami. Wiele z jego przemówień zostało wydanych w formie broszur. Był również inicjatorem powstania Państwowej Rady Kolejowej (organu doradczego i opiniodawczego przy ministrze kolei). Poza parlamentem działał społecznie – był przewodniczącym zarządu głównego Towarzystwa Opieki nad Kresami (zarejestrowanego 6 kwietnia 1922), a także autorem bardzo wielu publikacji na tematy społeczno-polityczne.
W 1921 Stanisław Głąbiński wybrał się do Stanów Zjednoczonych. Tam agitował wśród Polonii amerykańskiej, spotkał się także z Ignacym Janem Paderewskim. Po powrocie do kraju prof. Głąbiński otrzymał od marszałka Sejmu Wojciecha Trąmpczyńskiego propozycję utworzenia rządu po złożeniu przez Wincentego Witosa dymisji jego gabinetu we wrześniu 1921. Posłowie ZLN próbowali pozyskać poparcie dla tej kandydatury w Sejmie, ale ze względu na znaczne rozdrobnienie izby, okazało się to niemożliwe – nowy rząd nie mógłby liczyć na większe poparcie niż stary.

#### Wicepremier, minister wyznań religijnych i oświecenia publicznego
Od lutego 1923 brał udział w poufnych negocjacjach przedstawicieli ZLN z PSL „Piast”. W przeciwieństwie do szefa klubu senackiego Związku, Juliusza Zdanowskiego, Głąbiński opowiadał się za podjęciem współpracy z partią Witosa. Pod koniec kwietnia wyniki rozmów ZLN z PSL „Piast” zostały przekazane klubom sejmowym obu ugrupowań. 17 maja 1923 Stanisław Głąbiński był jednym z sygnatariuszy porozumienia, nazywanego paktem lanckorońskim, którego głównym punktem było utworzenie rządu „polskiej większości”. W gabinecie miały znaleźć się: ZLN, Polskie Stronnictwo Chrześcijańskiej Demokracji oraz PSL „Piast”. Dodatkowo Stronnictwo Chrześcijańsko-Narodowe miało popierać gabinet nie wchodząc do niego. Do sojuszu nie dołączyła Narodowa Partia Robotnicza. Efektem zawarcia tego porozumienia było utworzenie drugiego rządu Wincentego Witosa (28 maja 1923). Stanisław Głąbiński został w nim wicepremierem i objął w nim tekę ministra wyznań religijnych i oświecenia publicznego. 17 czerwca 1923, na zebraniu Rady Naczelnej ZLN, Głąbiński przedstawił główne cele i zadania rządu. Miały nimi być: umocnienie narodowego charakteru państwa, ratowanie waluty oraz parcelacja 400 tys. morgów ziemi rocznie. Wkrótce potem w gabinecie Witosa pojawiły się różnego rodzaju konflikty pomiędzy ministrami endeckimi a ludowcami. Sam Głąbiński zgłaszał zastrzeżenia względem ministra spraw wewnętrznych Władysława Kiernika, oskarżając go o usuwanie urzędników związanych z ZLN i zastępowanie ich osobami z PSL „Piast”. Rozdźwięki pojawiły się również w gronie samych narodowych demokratów – m.in. po odejściu z rządu dotychczasowego ministra skarbu Władysława Grabskiego, gdy Głąbiński bez konsultacji z pozostałymi ministrami z ZLN zgłosił na jego miejsce Huberta Lindego.
Funkcję ministerialną w drugim rządzie Witosa Głąbiński sprawował jednak tylko do 14 września 1923 (podawana jest też data 14 listopada). Zrezygnował z niej, urażony wcześniejszym pozbawieniem go stanowiska wicepremiera. 27 października nowym wicepremierem został Wojciech Korfanty, a ministrem wyznań religijnych i oświecenia publicznego – Stanisław Grabski. Rekonstrukcji rządu dokonano z inspiracji Dmowskiego, który postulował wprowadzenie do niego zwłaszcza S. Grabskiego. Głąbiński wrócił na stanowisko przewodniczącego klubu sejmowego ZLN.

#### Po zamachu majowym
Stanisław Głąbiński odegrał także pewną rolę podczas tworzenia trzeciego rządu Witosa, do którego weszli przedstawiciele endecji, chadecji, Narodowej Partii Robotniczej i PSL „Piast”. Sam nie otrzymał w nim teki ministerialnej. Po obaleniu tego gabinetu w wyniku przewrotu majowego, Głąbiński znalazł się w opozycji do rządów sanacji. 31 maja 1926, tuż przed wyborem następcy prezydenta Stanisława Wojciechowskiego, jego kandydatura została wysunięta na to stanowisko przez posłów ZLN. Parlamentarzyści chadeccy stwierdzili jednak, że jest on zbyt wyrazistą postacią i zaproponowali konserwatystę, Adolfa Bnińskiego. Sam Głąbiński poparł tę kandydaturę.
W 1928 dostał się do Senatu (z listy państwowej, okręg nr 24 – Lwów), w którym zasiadał do 1935. Był przewodniczącym senackiego klubu Stronnictwa Narodowego. Podczas procesu brzeskiego zeznawał jako świadek. Około 1932 zakończył pracę zawodową, odchodząc z Uniwersytetu Jana Kazimierza we Lwowie – według syna prof. Głąbińskiego, został wysłany na emeryturę przez ówczesnego ministra oświaty z naruszeniem obowiązujących wówczas przepisów.
Na przełomie 1937 i 1938 zrzekł się funkcji prezesa Stronnictwa Narodowego w rejonie Małopolski, na znak protestu wobec demonstracji o charakterze antysemickim, zorganizowanych przez młodzież narodową. Skupił się na pisaniu swoich wspomnień, które wydał w 1939 (Wspomnienia polityczne, Pelplin 1939). Rozpoczął także prace nad podręcznikiem ekonomii politycznej, mającym opisywać powiązania problemów politycznych i gospodarczych Europy po I wojnie światowej. W tym czasie zaczęły się jego poważne problemy ze zdrowiem – chorował na serce, miał kłopoty z układem trawiennym i przepukliną.

## II wojna światowa
Po wybuchu II wojny światowej, 11 września 1939 Głąbiński wyjechał samochodem ze Lwowa wraz z innymi przedstawicielami Stronnictwa Narodowego do Bukaresztu. Plan zakładał ich dalszą podróż do Paryża, gdzie mieli wejść w skład nowego polskiego rządu, kontynuującego walkę z Niemcami. Nie został on jednak zrealizowany. Niedaleko Złoczowa samochód wiozący Głąbińskiego uczestniczył w kolizji drogowej – pasażer doznał dotkliwego potłuczenia i nie mógł poruszać lewą ręką. Następnie przez 2 dni kurował się w majątku matki jednego z jego towarzyszy pod Tarnopolem. 17 września do polityków dotarła wiadomość o wejściu wojsk radzieckich. Podczas noclegu w klasztorze w Jabłonicy Głąbiński został powiadomiony o ewakuowaniu się rządu polskiego. Będąc pod wrażeniem tej informacji, zadecydował o powrocie do Lwowa. Powrócił tam 1 października pociągiem. We Lwowie nie było już jego 14-letniego wówczas syna (również Stanisława), który przedostał się na Węgry. Głąbiński zgłosił swój powrót radzieckim władzom okupacyjnym miasta. Wierzył w tym czasie, że walka z okupacją prowadzoną przez ZSRR jest bezcelowa, a wojna zostanie wkrótce wygrana przez Polskę, dzięki interwencji jej sojuszników – Francji i Wielkiej Brytanii. Według Ostapa Dłuskiego, w tym czasie kontakt z prof. Głąbińskim próbowała nawiązać Wanda Wasilewska, pragnąca nakłonić go do współpracy lub przynajmniej neutralności względem władz radzieckich we Lwowie. Ten jednak odmówił prowadzenia z nią jakichkolwiek rozmów.

### Aresztowanie i śmierć

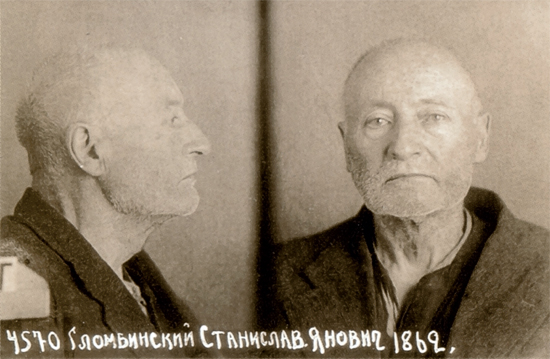
Ostatnie zdjęcie Stanisława Głąbińskiego – w więzieniu NKWD (1939)

10 października 1939 Głąbiński skończył pisać esej Rządy sanacji w Polsce, będący suplementem do opublikowanych wcześniej Wspomnień politycznych i stanowiący ostrą krytykę polityki prowadzonej przez obóz piłsudczykowski w latach 1926–1939. Tymczasem w otoczeniu Głąbińskiego zaczęły pojawiać się informacje, iż władze radzieckie planują jego aresztowanie. 16 listopada 1939 spotkał się z wysłannikiem przebywającego na Węgrzech przewodniczącego Stronnictwa Narodowego Tadeusza Bieleckiego, który przekonywał go, iż w trosce o własne bezpieczeństwo musi opuścić Lwów. Prof. Głąbiński zgodził się wyjechać do Rumunii, jednak jako swą główną motywację wskazywał poszukiwania syna. Plan zakładał przejazd pociągiem do Śniatynia i przekroczenie Prutu z pomocą miejscowych harcerzy.
Przedsięwzięcie to jednak nie powiodło się. Po przybyciu na miejsce 17 listopada 1939 okazało się, że rzeka przybrała i jej przekroczenie nie było możliwe. Jak wspominał towarzyszący Głąbińskiemu Stanisław Tadeusz Skrzypek, oczekującego na stacji kolejowej na pociąg powrotny do Lwowa profesora wylegitymowali milicjanci. Ten, zamiast fałszywej przepustki wystawionej na inne nazwisko, omyłkowo pokazał im legitymację profesora Uniwersytetu Lwowskiego. Został zaaresztowany.
Następnego dnia przewieziono go do Lwowa. Tam był początkowo więziony w siedzibie NKWD przy ul. Pełczyńskiego, a po przesłuchaniu został osadzony w więzieniu „Brygidki”. Został osadzony w celi z dwoma pospolitymi przestępcami, którzy bili prof. Głąbińskiego i zabierali mu przynoszone jedzenie. Był także przetrzymywany i przesłuchiwany w więzieniu na Zamarstynowie. Próbowano zmusić go do przyznania się do prowadzenia działalności kontrrewolucyjnej i werbunku Polaków do sił zbrojnych mających rzekomo powstać w Rumunii i Francji. 2 lutego 1940 przedstawiono mu akt oskarżenia w tej sprawie.
W marcu 1940 przewieziono go na moskiewską Łubiankę. Był tam przetrzymywany w jednej celi z rabinem Mojżeszem Schorrem. Od maja 1941 z powodu choroby przebywał w szpitalu więzienia Butyrki. 14 czerwca 1941 został skazany na karę 8 lat pozbawienia wolności za działalność antysowiecką i próbę przekroczenia granicy. Około 10 sierpnia 1941 Głąbiński znalazł się w więzieniu etapowym w Charkowie. Tam zmarł 14 sierpnia 1941 o godz. 14, oficjalną przyczyną zgonu były uwiąd starczy oraz zapalenie jelita cienkiego i okrężnicy.
Na przełomie listopada i grudnia 1941, podczas wizyty Władysława Sikorskiego w Moskwie, przekazał on Józefowi Stalinowi prośbę o wywiezienie z ZSRR trzech polityków, w tym Stanisława Głąbińskiego. Uzyskał na to zgodę i rozpoczęły się poszukiwania profesora. Informacja o śmierci poszukiwanego przekazano ambasadzie polskiej w Kujbyszewie dopiero na przełomie 1941 i 1942.
Miejsce jego pochówku nie jest znane. Prawdopodobnie spoczywa na cywilnym cmentarzu więziennym, przed wojną cmentarzu żydowskim, który został zniszczony przez Niemców, a następnie zaorany. Grobu nie odnaleziono. Symboliczna tablica znajduje się na rodzinnym grobie na cmentarzu katolickim na Powązkach (88-5-3).
30 listopada 1992 Izba Karna Sądu Najwyższego Federacji Rosyjskiej uchyliła wyrok na Głąbińskiego z czerwca 1941, a następnie sprawę umorzyła z powodu braku dowodów i znamion przestępstwa.

## Poglądy naukowe i polityczne

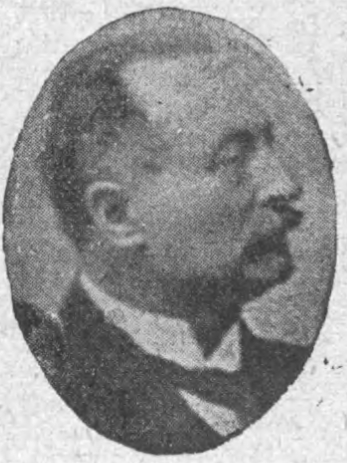
Stanisław Głąbiński, ok. 1919

Głąbiński był zwolennikiem tzw. szkoły historycznej w ekonomii – paradygmatu badawczego, przyjmującego, że ludzkie działanie jest uwarunkowane sytuacją historyczną, jak również partycypacją w państwach, narodach, klasach społecznych, czy organizacjach. Jego zdaniem, zasadniczym motywem działania jednostki jest wytworzenie dobra mającego wartość społeczną, umożliwiającą korzystną wymianę. Dopiero dalszym celem miałoby być podejmowanie czynności gospodarczych prowadzących do zaspokojenia potrzeb osobistych w gospodarstwie domowym. W związku z tym postulował on wprowadzenie zasady interesu narodowego jako w pełni wyjaśniającej zjawiska gospodarcze. Miałaby ona zastąpić koncepcję homo œconomicus i zasadę racjonalnego gospodarowania. Ponadto Głąbiński twierdził, że naród jest jednostką nadrzędną ponad państwem i to on kieruje gospodarstwem narodowym. Z tego względu opowiadał się za umiarkowanym interwencjonizmem państwowym, polegającym na prowadzeniu narodowej polityki ekonomicznej. Jej celem powinien być rozwój sił wytwórczych narodu pod względem gospodarczym, społecznym i technicznym oraz osiągnięcie niezależności gospodarczej (samowystarczalności w stosunku do innych narodów). Głąbiński wymieniał także rozwój samodzielności gospodarczej narodu, realizację postulatu solidarności gospodarczej wszystkich warstw społecznych i wprowadzenie regulacji prawnych w zakresie emigracji i kolonizacji poza obszarem państwa.
Stanisław Głąbiński był zdeklarowanym zwolennikiem demokracji parlamentarnej i legalnych metod działania w działalności politycznej. Był typem polityka tradycyjnego, przywiązującego wagę do realizacji zawartych porozumień, ceniącego doświadczenie, odpowiedzialność za sprawy publiczne, stałość zasad, zdolność do kompromisów i realizm polityczny. Był przeciwnikiem tendencji autorytarnych we własnym obozie politycznym.
Stanisław Głąbiński był zdecydowanym przeciwnikiem polityki Józefa Piłsudskiego. Oskarżał go o brak umiejętności zapewnienia Polsce bezpieczeństwa, prowadzenie walki o władzę, kierowanie się osobistymi ambicjami, brak troski o społeczeństwo i kraj. Był także krytykiem późniejszej polityki obozu sanacyjnego, jego zdaniem zbytnio zbliżającej się do hitlerowskich Niemiec. Był zwolennikiem neutralności. Głąbiński żywił natomiast ogromny szacunek wobec Ignacego Jana Paderewskiego. Pomimo prowadzonej współpracy, utrzymywał dystans wobec Stanisława Grabskiego, a Romana Dmowskiego darzył silną niechęcią. Przyjaźnił się natomiast z gen. Władysławem Sikorskim.
Głąbiński postulował formalne równouprawnienie wszystkich mniejszości narodowych zamieszkujących Polskę, ale opowiadał się za faktyczną dyskryminacją (pozbawienie pełni praw obywatelskich) tych niepolskich jego obywateli, którzy nie akceptują interesów narodu polskiego, jako dominującego. Koncepcję państwa zorientowanego narodowo (w którym to naród jest podmiotem władzy państwowej, a obowiązek wobec narodu i państwa jest nadrzędny wobec praw i wolności obywatelskich) przedstawił w przygotowanym przez siebie projekcie konstytucji, zgłoszonym w maju 1919 w Sejmie Ustawodawczym. Oskarżany przez część mu współczesnych o antysemityzm, postrzegał Żydów polskich jako mniejszość narodową postępującą nie zawsze zgodnie z interesami narodu polskiego. Nie przeszkadzało mu to jednak utrzymywać osobiste stosunki z wieloma Żydami, nie odczuwając do nich niechęci ze względu na ich pochodzenie etniczne lub religię (co więcej, jego żona Maria była pochodzenia ormiańsko-żydowskiego).

## Rodzina i życie prywatne

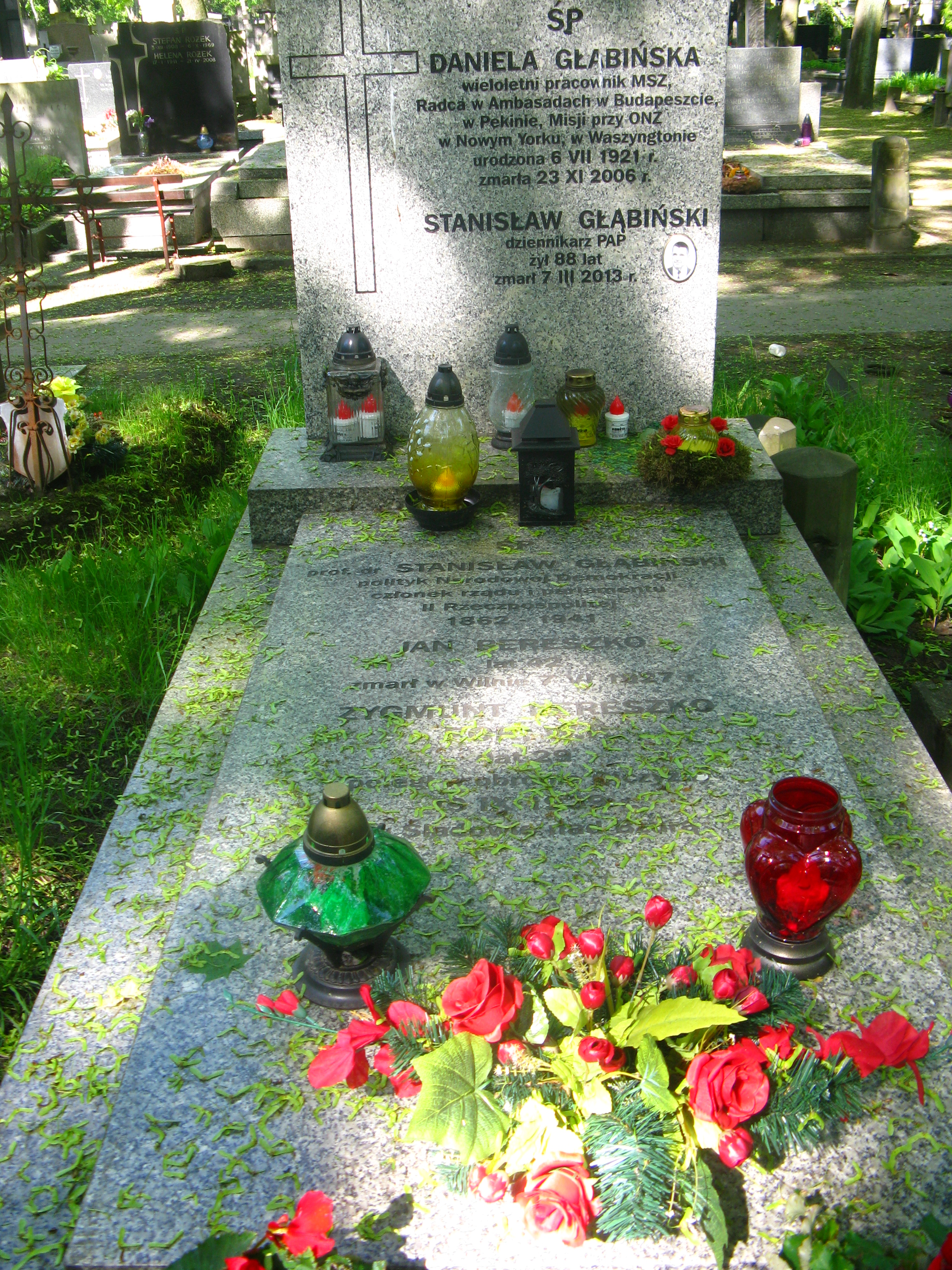
Grób rodzinny Głąbińskich na warszawskich Powązkach (kwatera 88-5-3)

W 1895 Stanisław Głąbiński ożenił się z Marią Zadurowicz. Pochodziła ona z zamożnej lwowskiej rodziny mieszczańskiej o ormiańsko-żydowskich korzeniach. Była to osoba o słabym zdrowiu; małżeństwo nie było udane. Zmarła w 1926. Stanisław Głąbiński miał z nią syna, również Stanisława (ur. 24 czerwca 1924, zm. 7 marca 2013) – dziennikarza i publicystę, korespondenta PAP w Budapeszcie, Pekinie, Nowym Jorku i Waszyngtonie. Starsza od niego o 20 lat była adoptowana córka Głąbińskich – Stanisława (żona sędziego Sądu Najwyższego, Stanisława Rózamskiego). Według wspomnień syna prof. Głąbińskiego, nie była ona lubiana przez swoją przybraną matkę, a ich stosunki stale się pogarszały. Zupełnie odwrotnie wyglądały relacje pomiędzy Głąbińskim a Stanisławą, pomimo problemów, które sprawiała nawet w dorosłym życiu.
Początkowo rodzina Głąbińskich mieszkała we Lwowie w jednopiętrowej willi przy ul. Mochnackiego 48 (dom ten stanowił wiano ślubne rodziny Marii Zadurowicz). Głąbiński posiadał także niewielki majątek Jadzin pod Grodziskiem. Na początku lat 30. willa została sprzedana i rodzina zamieszkała w kilkupokojowym mieszkaniu przy ul. Dwernickiego we Lwowie. Głąbiński kupił także działkę budowlaną przy ul. Łukiewicza, gdzie wybudowano jednopiętrową willę. Tam zamieszkał z synem ok. 1934. Posiadał również niewielki majątek ziemski pod Lwowem, który został przez niego oddany w dzierżawę, a także mieszkanie w kamienicy przy warszawskiej ulicy Brackiej 13 oraz segment w budynku mieszkalnym przy ulicy Tucholskiej w Warszawie.

Syn Głąbińskiego charakteryzuje go jako osobę bardzo ambitną, stanowczą i upartą, ale tylko w życiu zawodowym i aktywności politycznej. W życiu prywatnym był on człowiekiem łagodnym, liberalnym, wyrozumiałym i spokojnym – nie podnosił głosu i trudno było go zirytować. Wyjątkiem były kwestie polityczne – do wściekłości doprowadzały go poczynania osób z obozu sanacyjnego, nieudolność sojuszników politycznych, czy antysemickie akcje młodzieży narodowej. Był także osobą niezwykle pracowitą. Jeden z jego współpracowników – Zygmunt Wasilewski, pisał na ten temat: 

Zadziwiająca jest łatwość i wydajność jego pracy. Nie było momentu w jego karjerze politycznej, żeby dla swych rozlicznych zajęć przerwał wykłady uniwersyteckie. Posłował i kierował pracą swoich grup w trzech izbach prawodawczych, bo nie tylko w sejmie galicyjskim i parlamencie wiedeńskim, lecz i w sejmie bukowińskim (wybrany z Czerniowiec). Noce spędzał w wagonie, do którego wsiadał wprost z posiedzenia, aby rano z walizką zjawić się w innem mieście. W czasie swej prezesury w Kole Polskiem potrafił być jednocześnie rektorem uniwersytetu lwowskiego i to wzorowym. A jednocześnie, zamykając się na ferje w bibljotece, wykończał swoje dzieło o skarbowości.

## Publikacje
- Historia i statystyka monarchii austro-węgierskiej (wspólnie z L. Finklem, 1897),
- Wykład ekonomii społecznej (1912),
- Nauka skarbowości (1925),
- Ekonomika Narodowa (1927–28),
- Polskie prawo skarbowe (1928),
- Historia ekonomiki (2 tomy, 1939).

Głąbiński regularnie pisywał także do czasopism specjalistycznych, publikując artykuły na temat ekonomii i skarbowości m.in. w „Ekonomiście”, „Przeglądzie Prawa i Administracji”, „Österreichische Revue”', „Roku Polskim” oraz „Kraju”.

## Tytuły i odznaczenia
- Krzyż Komandorski Orderu Leopolda (Austro-Węgry, 1908)[100][101],
- Tytuł tajnego radcy dworu austriackiego[101].

Stanisław Głąbiński był honorowym obywatelem wielu miast Małopolski, m.in. Łańcuta (1910) i Nowego Targu (22 września 1909). Był także członkiem honorowym Towarzystwo Szkoły Ludowej (1931), Kasyna i Koła Literacko-Artystycznego we Lwowie.